# エンドブレイカー!
エンドブレイカー！(End Breaker!)とは、日本のプレイバイウェブゲーム、および同名のテーブルトークRPG。
他者の瞳を覗き込むことで、数週間後にその人物の身に起こる劇的な変化（「エンディング」）を「見る」（予知する）能力を持つ「エンドブレイカー」が、不幸な「エンディング」を阻止するため活躍するファンタジー。
プレイバイウェブ(PBW)はトミーウォーカーのTWシリーズ3作目であり、プロット原案とシステム制作はグループSNEが担当。メインイラストレーターは左。テーブルトークRPG(TRPG)は、グループSNEが制作し新紀元社より発行（後述）。

## 特徴
- 本作の舞台である「都市国家」は、星霊建築と呼ばれる魔法的な建築技術により、都市国家内の需要が自己完結するようになっており、基本的に他の都市国家との交流は無い。
- TW1無限のファンタジアでの霊査士、TW2シルバーレインでの運命予報士の様に、特殊な情報収集能力が一部NPCの専売特許ではなくなり、全てのPCに備わっているエンドブレイカーの能力で事件等の予知が出来るようになった。
- 本作の敵となる「マスカレイド」は、都市国家を包む正体不明の不可視の力「棘（ソーン）」が様々なものに憑依して生まれる存在。悪意を抱いたり抱かれたり、本能のままに生きるもの全てが憑依される可能性を持っており、人に限らず、動植物、モンスターやアンデッド、現実化した妄想までもがマスカレイドの象徴たる仮面を被り凶行に走る。唯一、エンドブレイカーだけは例外的にマスカレイド化しない。
- マスカレイドの仮面は、エンドブレイカーでない者には認識されず(異形化した部分はそのまま認識される)、エンドブレイカーではない者がマスカレイドを倒しても、元凶の棘（ソーン）に戻り、循環し続けるためいつまでもマスカレイドを撲滅することが出来ない。棘（ソーン）の循環を防ぐためには、仮面を認識できるエンドブレイカーがマスカレイドを倒し、棘（ソーン）が循環するエンディングを破壊して完全に殺す必要がある。
- 前作におけるアビリティは回数制限が撤廃されたが、回復を司るアビリティは耐久力であるGUTSを消費して発動するため無限に回復をすることは出来ない。
- 前作TW2シルバーレインの問題点であった「特定シナリオへの極端な参加予約集中」を解消する手段として、新システム「NEXTエンドブレイカー」でプレイヤーに今後の展開を予想させ、的中者に特定シナリオの優先予約権を与えるなどの対策が講じられている。
- これまでのTWシリーズと比べ、プレイングに使える文字数が400字に減っているが、代わりに200字の「パフォーマンス」を書く欄が新設された。パフォーマンス欄に書いた事は他のプレイヤーには非公開となる上、何を書いても「シナリオの成否に影響しない（良くも悪くも）」ため、これまでよりも多様なロールプレイを気軽に楽しめるようになった。
- 「バルバ」「ピュアリィ」「ノソリン」「ソニックウェーブ」等、TW1無限のファンタジアに登場したモンスター、種族、アビリティ名などが形を変えて再登場している。「エアシューズ」はTW2シルバーレインからの登場で、本作ではローラースケートではない。
- これまでのTWシリーズでの「ドラゴンズゲート」や「ゴーストタウン」に代わるダンジョン探索型サブゲームとして「ギガンティア」が用意されている。本作ではJavaではなくAdobe Flashを用いて製作されており、ダンジョンのマップが一枚絵のイラストに変わるなど、大きく様変わりしている。

## ジョブ
本作の世界観では、職業に応じた「ジョブ」を持っており、農夫や漁師、家具職人などといった一般的なものなど様々なものがある。中には鍛錬を積めばアビリティを使用できるジョブがあり、PCが就くことが出来るジョブはエンドブレイカーに覚醒した者が1人でもいることが条件である。なお、過去のTWシリーズとは異なり、ジョブごとの武器の装備制限が撤廃されている。ジョブに関係無く、好きな武器を使うことが可能。
エンドブレイカーの世界において、キャラクターが就くことが出来るジョブには以下のものがある。

### PCが就く事が出来るジョブ
以下の並び順は「キャラクター作成」ページで表示される順。
城塞騎士
都市国家と市民を守る騎士。多くは都市国家の治安のために働いている。
パワーが高く、自身の防御能力を強化して盾役としての性能を高めるアビリティを覚える傾向がある。
ゲーム開始時より選択可能。
魔獣戦士
「獣」の力を使い、一部分だけ獣化させたり超回復力を発揮する戦士。
パワーが高く、HP吸収や状態異常を受けた相手への追加ダメージを与えるアビリティを覚える傾向がある。
ゲーム開始時より選択可能。
群竜士
「竜」と呼ばれる生命エネルギーを利用した徒手空拳に長けた格闘家。
バランスの良い能力を持ち、攻撃しつつ自身に降りかかった状態異常を治癒して安定した攻撃を続けることが出来るアビリティを覚える傾向がある。
ゲーム開始時より選択可能。
スカイランナー
都市国家を自由自在に駆ける軽業のエキスパート。
ソウルが低い代わり、パワーとタクティクスが高い。相手の補助効果を打ち消したり、防御を封じるアビリティを覚える傾向がある。
ゲーム開始時より選択可能。
魔法剣士
剣と魔法を的確に使い分けるエキスパート。
パワーが低い代わり、タクティクスとソウルが高い。一度に多数の敵を攻撃したり、次に使うアビリティを強化するアビリティを覚える傾向がある。
ゲーム開始時より選択可能。
狩猟者
辺境での狩猟生活を得意とする狩人。
タクティクスが高く、状態異常を付与したり、サバイバルに有用なアビリティを覚える傾向がある。
ゲーム開始時より選択可能。
星霊術士
星霊建築に欠かせない「星霊」を召喚する魔術士。
ソウルが高く、回復や状態異常、状態異常を受けた相手への追加ダメージなど、多種多様なアビリティを覚える傾向がある。
ゲーム開始時より選択可能。
デモニスタ
悪魔の力を吸収した魔術士。TW1での邪竜導士と似たようなポジション。
ソウルが高く、状態異常やHP吸収、高ダメージ攻撃など攻撃的なアビリティを覚える傾向がある。
ゲーム開始時より選択可能。
魔曲使い
魔力を持つ「魔曲」の歌い手。
ソウルが高く、多数の敵味方に影響を与えるアビリティを覚える傾向がある。
ゲーム開始時より選択可能。
自由農夫
生命の土「ライブソイル」を使い、アビリティに匹敵する力を秘めた「希少植物」を栽培し、使いこなす特殊な農夫。
タクティクスが低い代わり、パワーとソウルが高い。状態異常を多数の敵に与えるアビリティを覚える傾向がある。
2010/7/9に追加された。
魔想紋章士
様々な「紋章」に宿る「意味」から力を引き出す、特殊な魔術士。
エンドブレイカー!TRPG版ルールブック付属のハガキを出すと作成・チェンジ可能になる特典ジョブ。
パワーが低い代わり、タクティクスとソウルが高い。複数攻撃や回復など、幅広いアビリティを覚える傾向がある。
2010/9/10に追加された。
妖精騎士
「妖精」を友とする古代の騎士。
ソウルが高く、敵の動きを封じるアビリティを覚える傾向がある。
2011/03/09に追加された。
天誓騎士
ランスブルグの建国者の業を受け継ぐ聖騎士。
上級ルールブック 山斬烈槍ランスブルグ付属のハガキを出すと作成・チェンジ可能になる特典ジョブ。
ソウルが低い代わり、パワー・タクティクスが高い。自分の攻撃能力を高めつつ攻撃するアビリティを覚える傾向がある。
2011/04/27に追加された。
武芸者
アマツカグラに伝わる武術を身につけた戦士。
パワーアップブック アマツカグラ付属のハガキを出すと作成・チェンジ可能になる特典ジョブ。
パワーが高く、自己の攻防面を強化するアビリティを覚える傾向がある。
2011/08/25に追加された。
神楽巫女
アマツカグラの巫。猫型の星霊「バルカン」を扱うことに特化している。
パワーアップブック アマツカグラ付属のハガキを出すと作成・チェンジ可能になる特典ジョブ。
ソウルが高く、状態異常の治癒や、良性のステータス変化を打ち消すアビリティを覚える傾向がある。
2011/08/25に追加された。
忍者
アマツカグラに伝わる隠密行動術を身につけた密偵。
パワーアップブック アマツカグラ付属のハガキを出すと作成・チェンジ可能になる特典ジョブ。
タクティクスが高く、動きを封じるアビリティを覚える傾向がある。
2011/08/25に追加された。
錬金術師
賢者の石を媒介にした技を使う魔術師。
バランスが良く、ダメージ系の状態異常を与えるアビリティを覚える傾向がある。
2011/09/25に追加された。

## テーブルトークRPG版
TRPG版「エンドブレイカー!」は、同名のPBWと同じ設定とゲームシステムを使ったファンタジーTRPG。グループSNEが制作し、2010年9月に新紀元社より新書判のルールブックが発行された。
ルールだけでなく武器のデータなども全てPBWと共通であるとされている。ただし、物語の舞台としてPBWでは未登場の都市国家「ランスブルグ」が当てられている。判定には6面ダイスを2個以上使用する。

### TRPG版製品一覧
- エンドブレイカー! 公式ルールブック ISBN 978-4775308356
- エンドブレイカー!リプレイ 天槍の国、空駆ける少女 ISBN 978-4775308370
- エンドブレイカー!リプレイⅡ 悪逆の仮面、探求者の系譜 ISBN 978-4775308790

## 関連サイト
- トミーウォーカー
- エンドブレイカー！
- ASH有限会社
- グループSNE